# Haapaluoto (ö i Egentliga Finland, lat 60,46, long 21,79)
Haapaluoto är en ö i Finland. Den ligger i Skärgårdshavet och i kommunen Nådendal i landskapet Egentliga Finland, i den sydvästra delen av landet. Ön ligger omkring 30 kilometer väster om Åbo och omkring 180 kilometer väster om Helsingfors.
Öns area är 5,1 hektar och dess största längd är 430 meter i nord-sydlig riktning.